# Prado (Colombia)
Prado è un comune della Colombia facente parte del dipartimento di Tolima. 
L'abitato venne fondato da un gruppo di coloni nel 1781.